# 15. ženijní pluk
15. ženijní pluk se sídlem v Bechyni vznikl 1. prosince 2013 jako nástupce 15. ženijní brigády. Ženijní pluk je předurčen jako bojová a ženijní podpora všech druhů činností AČR. Zároveň slouží jako podpora Integrovaného záchranného systému a pro plnění humanitárních úkolů.

## Historie pluku

### 2003–2013
V souvislosti s reformou AČR vznikla 1. prosince 2003 15. ženijní záchranná brigáda s velitelstvím v Bechyni. Brigáda se skládala ze 151. ženijního praporu dislokovaného v Bechyni a ze šesti záchranných praporů (152. až 157.), vzniklých reorganizací pěti záchranných a výcvikových základen civilní obrany dislokovaných v Kutné Hoře, Rakovníku, Jindřichově Hradci, Bučovicích, Olomouci a Hlučíně.
Při další reorganizaci k 1. říjnu 2008 došlo k přejmenování na 15. ženijní brigádu se současným zrušením záchranných praporů a vytvořením 152. ženijního praporu a záchranné roty v Rakovníku a 153. ženijního praporu a záchranné roty v Olomouci. V rámci reorganizace také došlo k předání 157. záchranného praporu v Hlučíně do podřízenosti Hasičského záchranného sboru, kde k 1. lednu 2009 vznikl Záchranný útvar Hasičského záchranného sboru České republiky.
Při povodních v letech 2009, 2010 a 2013 se brigáda podílela na odklízení následků povodní a na stavbě provizorních mostů.

### 2013 – současnost
1. prosince 2013 došlo k reorganizaci na 15. ženijní pluk se sídlem v Bechyni a zrušení 152. ženijního praporu a zařazení záchranných rot do struktury obou zbývajících praporů.
1. ledna 2020 v souladu s cílem výstavby CT 2017 došlo k úpravě organizační struktury praporů a k vytvoření nového 152. ženijního praporu v posádce Bechyně z jednotek obou stávajících praporů. V souladu s požadavky armády došlo u 151. a 153. praporu k vytvoření dvou rot bojové ženijní podpory a u 152. praporu dvou rot všeobecné ženijní podpory místo stávajících záchranných, stavebních a mechanizovaných ženijních rot.
Po povodních ve Slovinsku v roce 2023 se příslušníci brigády podíleli na pomoci a to stavbou tří provizorních mostů darovaných Českou republikou ze zásob Správy státních hmotných rezerv. O rok později se brigáda podílela na odklízení následků povodní v České republice, kde mimo další pomoci vystavěla 22 provizorních mostů a 8 lávek.

## Organizační struktura
- Velení a štáb pluku
- Centrum technické a informační podpory
- Prvek posádkové podpory
- Provozní četa
- 151. ženijní prapor Bechyně
- 152. ženijní prapor Bechyně
- 153. ženijní prapor Olomouc